# 福克D-VIII戰鬥機
福克D-VIII戰鬥機原本被稱為「福克E-V戰鬥機」，和福克D-VII戰鬥機一樣是福克飛機公司為了參加德國空軍的「新型戰鬥機比賽」而提出的戰鬥機設計，這是德意志帝國空軍在第一次世界大戰最後推出的戰鬥機。

## 基本資料
- 機長：5.86米
- 翼展：8.34米
- 機高：2.6米
- 翼面積：10.7平方米
- 空重：405公斤
- 載重：605公斤

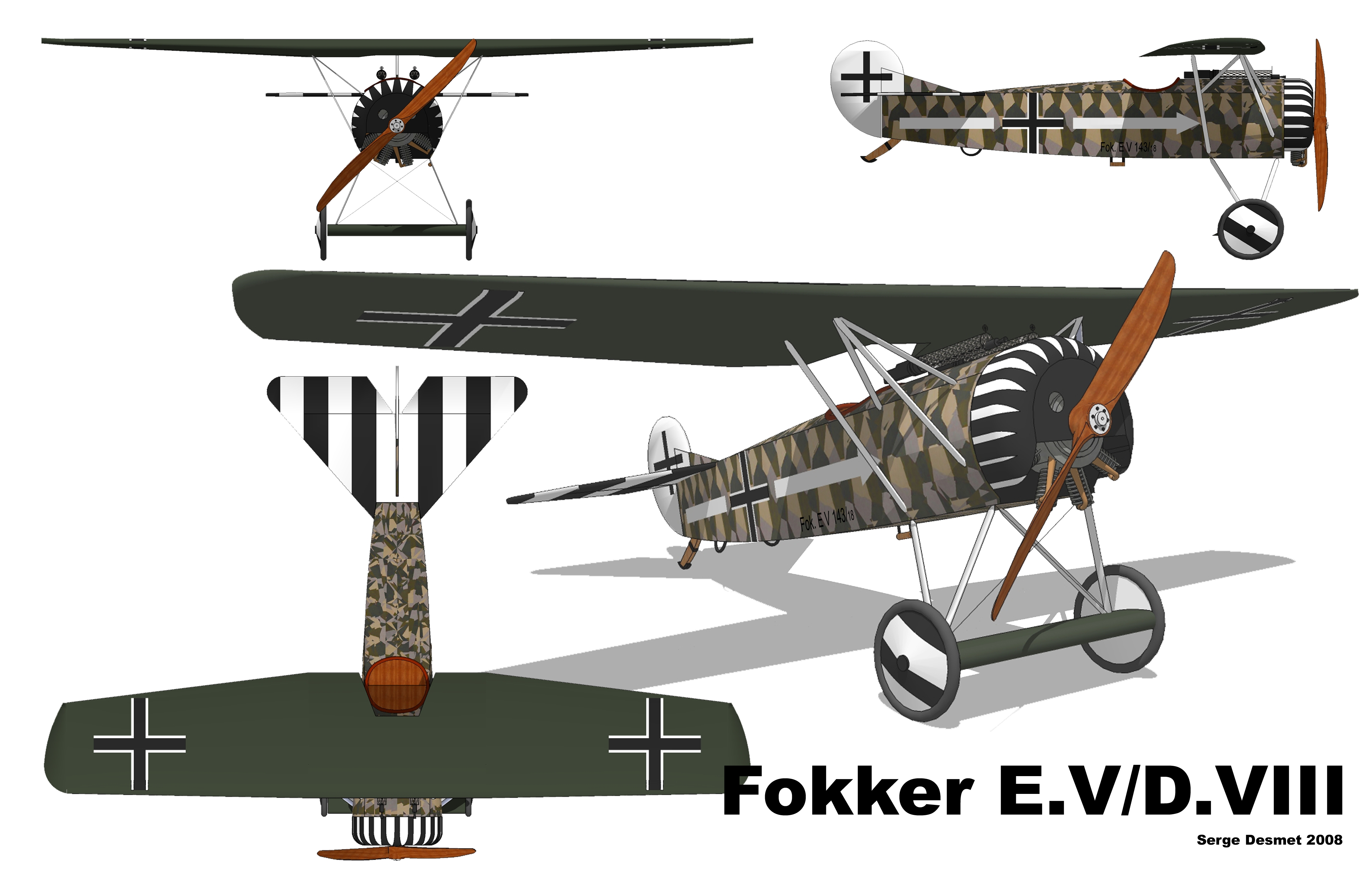
福克D-VIII戰鬥機彩色四視圖

- 發動機：1俱9汽缸風冷式發動機（馬力=110匹）
- 最快時速：204公里/小時
- 昇限：6000米
- 航程：270公里
- 武裝：2支7.92毫米口徑IMG08風冷式機槍
- 乘員：1人

## 設計
福克D-VIII戰鬥機可被視為福克Dr.I三翼战斗机的上單翼機版，也就是說福克D-VIII大可以用已有的福克Dr.I三翼战斗机的零件作生產，其最大的創新是其機翼是由木質骨架外覆膠合板，這與當時的木質骨架外覆帆布的常見結構不同，因這塊機翼的形狀而被稱為「飛行剃刀」，福克D-VIII原本被稱為福克E-V，由於戰事緊迫而在原型機階段即被送往部隊作實戰測試，早期工廠裝配不正確和內部腐蝕而引致機翼損壞，造成飛機失事並令兩名飛行員死亡，福克公司為此而強化機翼結構和塗上防鏽漆，但福克E-V卻因此名聲不好故要改名為福克D-VIII，福克D-VIII戰鬥機後來證明有優良的飛行性能。

## 實戰
福克D-VIII戰鬥機由於推出的時間太晚而令它在第一次世界大戰當中無任何戰功，一戰後德國著名飛行員烏德特曾多次駕駛福克D-VIII戰鬥機於德國各地進行模擬空戰飛行，雖然這樣是違反德國停戰協定但戰勝的協約國從未提出過抗議。
一戰後復國的波蘭，波蘭空軍曾用福克D-VIII戰鬥機於對烏克蘭的戰事。

## 著名飛行員
恩斯特·烏德特

## 使用國家

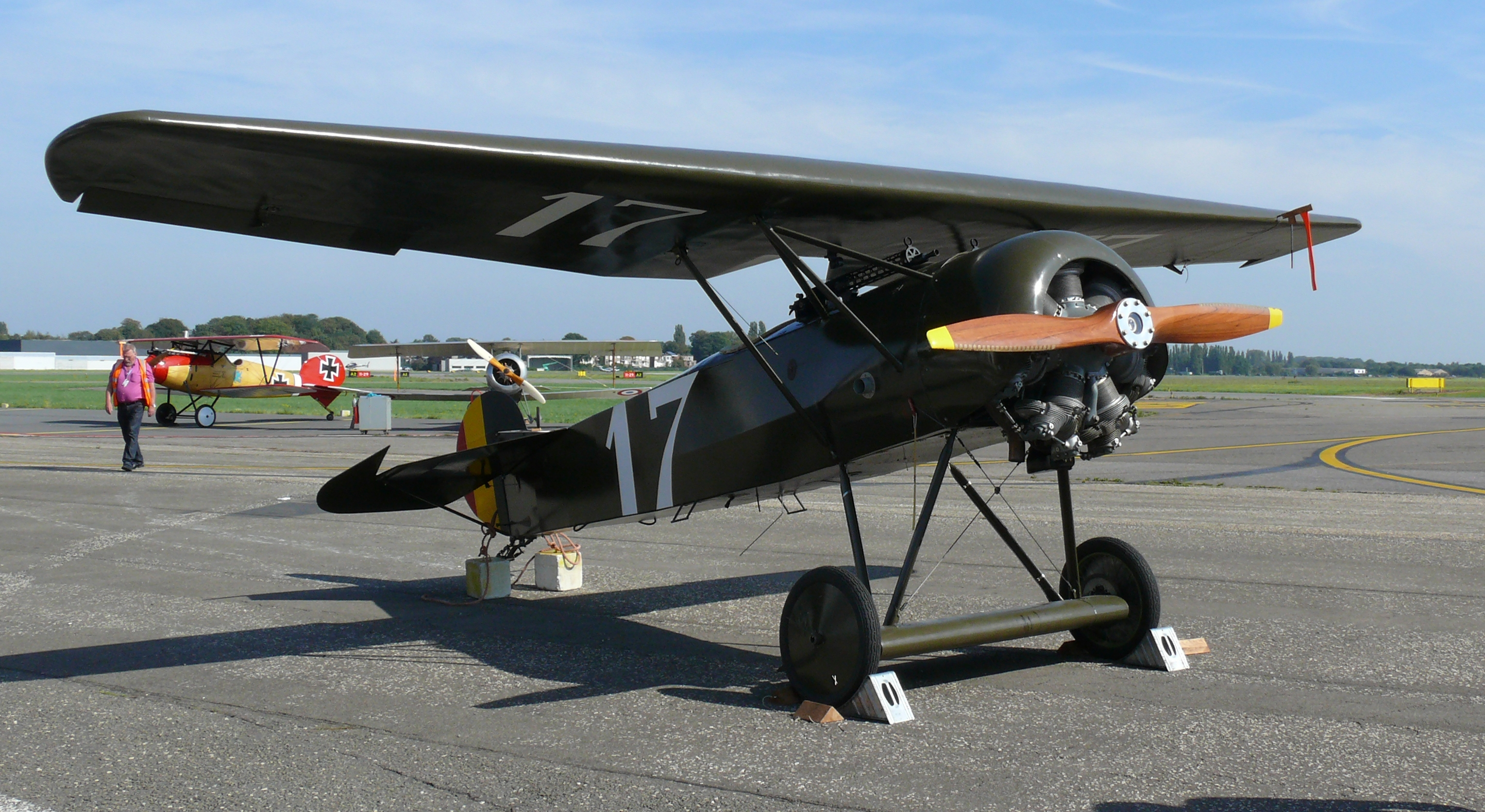
第一次世界大戰後的比利時空軍福克D-VIII戰鬥機

- 德意志帝國(生產國)

### 第一次世界大戰後
- 比利时
- 荷蘭
- 波蘭
- 苏联
- 美国

## 外部連結
- Fokker D.VIII in Flight （页面存档备份，存于）